# أرينا بو (بافيا)
أرينا بو (بالإيطالية: Arena Po)‏ هي بلدة تقع في مقاطعة بافيا بإقليم لومبارديا في شمال إيطاليا. تبلغ مساحة هذه المدينة 22.3 (كم²)، وترتفع عن سطح البحر 61 م، بلغ عدد سكانها 1595 نسمة في عام 2004 حسب إحصاء المعهد الوطني للإحصاء.

## السكان
في سنة 1861 بلغ عدد السكان 3٬624 نسمة، وتطور العدد ليصل في سنة 2011 لـ 1٬625 نسمة.
يظهر هذا المخطط البياني تطور النمو السكاني لـ أرينا بو (بافيا)